# Mario Baldini (calciatore)
Mario Baldini (fl. XX secolo) è stato un calciatore italiano, di ruolo attaccante.

## Carriera
Proveniente dalla Palestra Ginnastica Fiorentina Libertas, con la fusione di questa società con il Club Sportivo Firenze Baldini fece parte della rosa nella squadra viola nel 1926-1927, la prima stagione della squadra gigliata; disputò in stagione 15 presenze, partecipando alla prima partita della storia della Fiorentina, l'amichevole non ufficiale persa per 2-0 contro il Signa. In Prima Divisione fu autore di tre reti, segnando all'esordio in campionato contro il Pisa e decidendo con una doppietta la sfida contro la Lucchese. Venne ceduto dopo una sola stagione.